# Aplochlora invisibilis
Aplochlora invisibilis är en fjärilsart som beskrevs av W. Warren 1897. Aplochlora invisibilis ingår i släktet Aplochlora och familjen mätare. Inga underarter finns listade i Catalogue of Life.